# Folie à deux
Folie à deux, symbiogen psykos eller inducerat vanföreställningssyndrom är en relativt sällsynt psykisk störning, som tillhör psykoserna. Namnet betyder "två personers vansinne", det vill säga två personer delar samma vanföreställningar. Dessa personer har nära känslomässiga band, tillhör vanligen samma familj och lever isolerade från andra personer. Vanföreställningarna består ofta av förföljelsemani. Hallucinationer kan också förekomma.
I allmänhet är den ena personen "den primära patienten" som har en äkta psykos, och den andra personen har påverkats av sin dominerande, mer störda släkting. Folie à deux kallas därför också för inducerad psykos. Om de störda personerna separeras kvarstår vanföreställningarna hos den som initialt var psykotisk, medan den andra personen kan bli symptomfri utan specifik behandling.